# Weltraumressourcengesetz
Mit dem Gesetz über die Erforschung und Nutzung von Weltraum-Ressourcen (kurz: Weltraumressourcengesetz) regelt das Großherzogtums Luxemburg als erstes europäisches Land den Bergbau im Weltraum mit einem nationalen Gesetz. 2015 verabschiedete die USA eine ähnliche Regelung für US-Bürger, den Space Act of 2015.

## Geschichte
Am 11. November 2016 stellte die luxemburgische Regierung ein Gesetz vor, das Eigentumsrechte im Weltraum regeln soll.
Am 13. Juli 2017 wurde das Gesetz von der Abgeordnetenkammer und am 14. Juli vom Staatsrat des Großherzogtums fast einstimmig angenommen und verabschiedet. Das Gesetz wurde am 20. Juli 2017 unterzeichnet und am 28. Juli 2017 im Amtsblatt veröffentlicht. Das Weltraumressourcengesetz trat am 1. August 2017 in Kraft.

## Aufbau des Gesetzes
Das Weltraumressourcengesetz besteht aus 18 Artikeln. Die wichtigsten Bestimmungen sind:
Nur die im Rahmen der Genehmigung gewonnenen Ressourcen können angeeignet werden (Artikel 1 – Anmerkung: es wird nicht das Eigentum an Himmelskörpern geregelt). Es besteht ein Zwang zum Erwerb einer Genehmigung von der luxemburgischen Regierung, um Weltraum-Ressourcen zu erforschen und zu nutzen (Artikel 2), wobei diese Genehmigung nur für eine Aktiengesellschaft, Kommanditgesellschaft auf Aktien oder Gesellschaft mit beschränkter Haftung nach luxemburgischem Recht oder ein europäisches Unternehmen mit Sitz in Luxemburg für einzelne Missionen erteilt wird und das Unternehmen muss eine ausreichende Transparenz, ausreichende finanzielle Mittel und Handlungsfähigkeit aufweisen (Artikel 4 bis 12 – Anmerkung: neben der luxemburgischen Genehmigung können natürlich auch andere Staaten Genehmigungen erteilen).
Gemäß Artikel 18 Absatz 1 können Freiheitsstrafe von 8 Tagen bis zu fünf Jahren und eine Geldstrafe von 5.000 bis 1.250.000 Euro verhängt werden, wenn gegen Artikel 2 des Weltraumressourcengesetz verstoßen wird. Mit Gefängnis von 8 Tage bis zu einem Jahr und einer Geldstrafe von 1.250 bis 500.000 Euro können nach Artikel 18 Absatz 2 qualifizierte Verstöße gegen Artikel 5, 9 Absatz 3, Absatz 1, 11 Absatz 1 oder 2 oder die Zulassungsbedingungen geahndet werden.
Zusätzlich kann ein Gericht auch die Einstellung der Operationen anordnen und eine Geldbuße androhen, die eine Million Euro pro Tag nicht überschreiten darf.

## Space Resources
Grundlage für das Gesetz ist unter anderem die Luxemburger Regierungsinitiative Space Resources. Die hier zusammengeschlossenen Unternehmen erhoffen sich zum Beispiel, Wasserstoff und Sauerstoff als Treibstoff für Raumfahrzeuge im All gewinnen und Astronauten mit auf Asteroiden gefundenem Wasser versorgen sowie weitere Erkenntnisse bzgl. zukünftigen Asteroidenbergbaus erzielen zu können.
Der luxemburgische Vizepremierminister und Minister für Wirtschaft Etienne Schneider teilte am 13. Juli 2017 mit, dass der Initiative bislang sechs Unternehmen angehörten und am 24. Juli ein siebtes vorgestellt werden solle. Zwei der beteiligten Unternehmen sind Deep Space Industries (DSI) und Planetary Resources (PR) aus den USA, welche ihre Europa-Niederlassungen im Großherzogtum eröffnet haben, während der luxemburgische Staat z. B. Teilhaber am PR-Mutterhaus wurde.

## Kritik
Stephan Hobe, Direktor des Instituts für Luft- und Weltraumrecht der Universität zu Köln bezeichnete das luxemburgische Gesetz bezüglich der Nutzung der Weltraumressourcen als „krass völkerrechtswidrig“.

## Zusammenarbeit
Etienne Schneider und Wilbur Ross unterzeichneten am 10. Mai 2019 eine Vereinbarung zwischen Luxemburg und den USA über die zukünftige Zusammenarbeit bei der kommerziellen Nutzung des Weltalls. Die Vereinbarung soll eine enge politische Zusammenarbeit und die Förderung neuer Geschäfts- und Investitionsmöglichkeiten ermöglichen, sowie eine Zusammenarbeit in Bereichen wie der der zivilen Forschung, der Erdbeobachtung, der wirtschaftlichen Nutzung von erdnahen Asteroiden, der Navigation im Weltraum und der Kommunikation.